# Hendersonville (Carolina do Norte)
Hendersonville é uma cidade localizada no estado norte-americano de Carolina do Norte, no Condado de Henderson.

## Demografia
Segundo o censo norte-americano de 2000, a sua população era de 10.420 habitantes.
Em 2006, foi estimada uma população de 11.808, um aumento de 1388 (13.3%).

## Geografia
De acordo com o United States Census Bureau tem uma área de
15,4 km², dos quais 15,4 km² cobertos por terra e 0,0 km² cobertos por água. Hendersonville localiza-se a aproximadamente 646 m acima do nível do mar.

## Localidades na vizinhança
O diagrama seguinte representa as localidades num raio de 8 km ao redor de Hendersonville.